# Les Dessous chics
Pistes de Baby Alone in Babylone
Rupture au miroir Baby alone in Babylone
Les Dessous chics est une chanson de Jane Birkin parue en 1983 dans l'album Baby Alone in Babylone.

## Historique
La chanson sort dans l'album Baby Alone in Babylone en 1983, écrit après la séparation du couple que formaient Jane Birkin et Serge Gainsbourg. L'auteur-compositeur dresse avec Les Dessous chics « un autoportrait et un manifeste des blessures de Serge sur fond de lingerie féminine ».

« D'abord, cela paraît terrible de chanter des blessures que vous savez avoir inspirées. Derrière la vitre du studio, il n'y avait qu'une chose à faire, chanter aussi haut que possible, quitte à se casser la voix, pour que Serge pleure non pas du malheur mais de la beauté de l'affaire. »

## Thématique
La chanson célèbre les artifices qui derrière la coquetterie permettent de sauver les apparences : « Les dessous chics, c'est ne rien dévoiler du tout ».
Le texte décline les différents dessous féminins (jarretelle, bas résille, bas de soie, dentelles). Mais le maquillage se révèle "rouge sang" et le talon aiguille transperce "le cœur des filles".

## Reprises
- Diane Dufresne, Follement vôtre (1986)
- Serge Gainsbourg, Le Zénith de Gainsbourg (1989)
- Étienne Daho en duo avec Jane Birkin, album Daho Pleyel Paris (2009)
- Juliette, album No Parano (2011)
- Matthieu Chedid et Ibrahim Maalouf en concert aux Arènes de Bayonne peu après le décès de Jane (2023)